# Nombre p-àdic
El sistema de nombres p-àdics fou descrit per primera vegada per Kurt Hensel el 1897. Per a cada nombre primer p, el sistema de nombres p-àdic estén l'aritmètica simple dels nombres racionals en una forma diferent de la manera tradicional en la qual s'estenen els nombres racionals als nombres reals o als complexos. Les principals aplicacions d'aquest sistema es produeixen en el camp de la teoria de nombres.
Aquesta nova extensió es deu a una interpretació diferent del concepte de valor absolut. Els nombres p-àdics apareixeren com a resultat dels intents d'incorporar les idees, tècniques i mètodes de les sèries de potències a la teoria de nombres. La seva influència, però, avui en dia s'estén molt més enllà d'aquests objectius inicials. Per exemple, el camp de l'anàlisi p-àdica aporta una forma alternativa d'anàlisi matemàtica o càlcul infinitesimal.
Més formalment, per una p donada, el cos {\displaystyle \mathbb {Q} }p dels nombres p-àdics és una extensió de cossos dels nombres racionals. Si considerem col·lectivament totes les extensions {\displaystyle \mathbb {Q} }p arribem al principi local-global de Helmut Hasse, el qual ve a dir que certes equacions poden ésser resoltes sobre els nombres racionals si i només si poden ésser resoltes sobre els nombres reals i sobre els nombres p-àdics per a tot p primer. El cos {\displaystyle \mathbb {Q} }p té una topologia derivada d'una mètrica, la qual ella mateixa prové d'una valoració dels nombres racionals. Aquesta mètrica és completa en el sentit que tota successió de Cauchy convergeix. Això és el que permet desenvolupar el càlcul en {\displaystyle \mathbb {Q} }p i és la interacció d'aquesta estructura algebraica i analítica el que dona als nombres p-àdics la seva força i utilitat.
En el context de les corbes el·líptiques als nombres p-àdics se'ls anomena habitualment nombres {\displaystyle \ell }-àdics, degut al treball de Jean-Pierre Serre on el nombre primer p es reserva normalment per l'aritmètica modular d'aquestes corbes.

## Motivació
La introducció més simple als nombres p-àdics és considerar els nombres 10-àdics, els quals són simplement enters en els que permetem que tinguin un nombre infinit de dígits cap a l'esquerra, per exemple el nombre ...9999, i aleshores fem aritmètica usual amb aquests nombres. En altres paraules, fem aritmètica tal com si treballéssim amb nombres reals però amb el nombre infinit de digits cap a l'esquerra en lloc de cap a la dreta. Les referències de més endavant a valoracions i mètriques són senzillament raons tècniques que justifiquen les operacions. Per exemple, hom té l'operació
{\displaystyle {\frac {...9999 \atop +1}{...000}}}
que és cert perquè hi ha un nombre infinit de zeros, per tant no podrà arribar a aparèixer mai el dígit «1» a l'esquerra de tot del resultat. Per tant, un primer resultat 10-àdic és que ...9999 = −1. D'aquí podem deduir que els nombres negatius poden ésser representats com a expansions en les quals tots els dígits cap a l'esquerra a partir d'un punt són igual a 9. Aquesta representació recorda a la usada pels informàtics, en la qual els nombres negatius es representen a l'ordinador amb un 1 al bit de l'esquerra de tot: en els nombres 2-àdics, els nombres negatius es representaran amb tots els dígits de l'esquerra a partir d'un cert moment igual a 1 (i en general p − 1 pels nombres p-àdics).
Un aspecte que sol confondre, en general, és per què la p dels nombres p-àdics ha de ésser sempre un nombre primer. Tal com hem vist anteriorment, aquest no és un fet absolutament necessari, ja que tot funciona raonablement bé en base 10 (generalment s'usa el terme nombre g-àdic quan g no és un nombre primer). Tanmateix, els nombres p-àdics són molt més útils a l'hora de fer càlculs de tipus analític ja que és sempre important poder dividir, és a dir, hom vol poder treballar en un cos. El punt clau és que els nombres p-àdics formen un cos només quan p és una potència d'un nombre primer i a més a més, el cos obtingut per a la potència de p és el mateix que el que obtenim amb p (és a dir, base 16 no és altra cosa que base 2 escrita amb menys dígits). En particular, si p no és una potència d'un nombre primer, hom pot trobar sempre dos nombres p-àdics diferents de zero A i B tals que A·B = 0, la qual cosa impedeix la possibilitat que aquests elements tinguin element invers. És un exercici interessant trobar tals elements per a p = 10, com per exemple els següents (s'ha de comprovar que el producte està ben definit sobre els 10-àdics):
{\displaystyle A=\prod _{n=1}^{\infty }[2\,(2^{-1}{\rm {mod}}\,5^{n})],\qquad B=\prod _{n=1}^{\infty }[5\,(5^{-1}{\rm {mod}}\,2^{n})].}
Si p és un nombre primer fixat, aleshores qualsevol nombre enter pot ésser expressat en una expansió p-àdica (escrivint el nombre en base p) de forma
{\displaystyle \pm \sum _{i=0}^{n}a_{i}p^{i}}
on els ai són enters entre 0 i p −1. Això s'expressa dient que el nombre està "escrit en base p". Per exemple, la representació binària de 35 és 1·2⁵ + 0·24 + 0·23 + 0·2² + 1·2¹ + 1·20, generalment escrita amb la notació simplificada 100011₂.
La manera habitual de generalitzar aquesta descripció al major domini dels racionals és incloent sumes de la forma:
{\displaystyle \pm \sum _{i=-\infty }^{n}a_{i}p^{i}}
Aquestes sumes basades en successions de Cauchy prenen significat usant el valor absolut com a mètrica. Així, per exemple, 1/3 es pot expressar en base 5 com el límit de la seqüència (0,1313131313...)₅. En aquesta formulació, els nombres enters són justament els nombres que poden ésser representats en la forma ai = 0 per a tota i < 0.
Com a alternativa, si estenem les expansions p-àdiques permetent sumes infinites de la forma
{\displaystyle \sum _{i=k}^{\infty }a_{i}p^{i}}
on k és un nombre enter (no necessàriament positiu), obtenim el cos {\displaystyle \mathbb {Q} }p de nombres p-àdics. Aquells nombres p-àdics tals que ai = 0 per a tota i < 0 també s'anomenen enters p-àdics. Els enters p-àdics formen un subanell de {\displaystyle \mathbb {Q} }p, denotat {\displaystyle \mathbb {Z} }p. (Nota: {\displaystyle \mathbb {Z} }p s'usa també de vegades per representar el conjunt d'enters mòdul p. Si també s'usa aquest conjunt, aleshores el darrer se sol escriure {\displaystyle \mathbb {Z} }/p{\displaystyle \mathbb {Z} } o bé {\displaystyle \mathbb {Z} }/p. Estigueu segurs de comprovar la notació per cada text que llegiu).
Intuïtivament, i de forma oposada a l'expansió base p cap a la dreta, en la qual les sumes són cada vegada més petites a mesura que augmenta negativament la potència de la base p (tal com hem vist en els nombres reals descrits anteriorment), aquests nombres p-àdics poden créixer cap a l'esquerra indefinidament. Per exemple, l'expansió p-àdica d'1/3 en base 5 és ...1313132, és a dir, el límit de la seqüència 2, 32, 132, 3132, 13132, 313132, 1313132, ... Informalment, podem veure que si multipliquem aquesta "suma infinita" per 3 en base 5 ens dona ...0000001. Com que no hi ha potències negatives de 5 en aquesta expansió d'1/3 (és a dir, cap nombre a la dreta de la coma decimal), veiem que 1/3 és un enter p-àdic en base 5.
El principal problema tècnic és definir adequadament la noció de suma infinita que doti aquesta expressió de significat. Per fer-ho es necessita la introducció de la mètrica p-àdica. Tot seguit presentarem dues solucions equivalents.

## Construccions

### Punt de vista analític
Podem definir els nombres reals com la classe d'equivalència de successions de Cauchy de nombres racionals. Això ens permet, per exemple, escriure 1 com a 1,000... = 0.999.... Tanmateix, la definició de successió de Cauchy depèn de la mètrica escollida, així escollint-ne una de diferent, es poden construir nombres diferents dels reals. La mètrica usual que ens construeix els nombres reals s'anomena mètrica euclidiana.
Per a un nombre p donat, definim la mètrica p-àdica en {\displaystyle \mathbb {Q} } de la manera següent:
per cada nombre racional x diferent de zero, hi ha un únic nombre enter n que ens permet escriure x = pn(a/b), on cap dels enters a i b és divisible entre p. Així, si ni el numerador ni el denominador d'x no contenen cap factor de p, n serà 0. Ara definirem |x|p = p−n. També definirem |0|p = 0.
Per exemple, amb x = 63/550 = 2−1 3² 5−2 7 11−1

{\displaystyle |x|_{2}=2}
{\displaystyle |x|_{3}=1/9}
{\displaystyle |x|_{5}=25}
{\displaystyle |x|_{7}=1/7}
{\displaystyle |x|_{11}=11}
{\displaystyle |x|_{p\neq 2,3,5,7,11}=1}
Aquesta definició de |x|p té l'efecte que les potències grosses de p esdevenen "petites".
Està demostrat que tota norma en {\displaystyle \mathbb {Q} } és equivalent o bé a la norma Euclidiana o a una de p-àdica per algun p primer. La norma p-àdica defineix una mètrica dp en {\displaystyle \mathbb {Q} } mitjançant 
{\displaystyle d_{p}(x,y)=|x-y|_{p}}
El cos {\displaystyle \mathbb {Q} }p de nombres p-àdics pot ésser definit aleshores com la compleció de l'espai mètric ({\displaystyle \mathbb {Q} },dp); els seus elements són les classes d'equivalència de successions de Cauchy, on dues successions són equivalents si la seva diferència convergeix a zero. D'aquesta manera obtenim un espai mètric complet que és alhora un cos i conté {\displaystyle \mathbb {Q} }.
Es pot demostrar que en {\displaystyle \mathbb {Q} }p, tot element x pot ser escrit de forma única com a 
{\displaystyle \sum _{i=k}^{\infty }a_{i}p^{i}}
on k és un enter i cada ai és en {0,...,p − 1}. Aquestes sèries convergeixen a x respecte a la mètrica dp.

### Punt de vista algebraic
En el punt de vista algebraic definim primer l'anell dels enters p-àdics i aleshores construïm el cos de fraccions d'aquest anell per tal d'obtenir el cos de nombres p-àdics.
Comencem amb el límit invers dels anells {\displaystyle \mathbb {Z} }/pn{\displaystyle \mathbb {Z} } (veure aritmètica modular): un enter p-àdic és aleshores una successió
(an)n≥1 tal que an és en
{\displaystyle \mathbb {Z} }/pn{\displaystyle \mathbb {Z} }, i si n < m, 
an ≡ am (mod pn).
Tot nombre natural m defineix una sèrie (m mod pn), i pot ser considerat per tant com un enter p-àdic. Per exemple, en aquest cas 35, com a enter 2-àdic s'escriuria amb la successió {1, 3, 3, 3, 3, 35, 35, 35, ...}.
Cal destacar que la suma i multiplicació d'aquestes successions està ben definida, car les dues operacions commuten amb l'operador 'mod'. També, tota successió (an) el primer terme de la qual no és un 0, té invers: com que en aquest cas, per a tota n, an i p són coprimers, i així an i pn són primers relatius. Així doncs, cada an té invers mod pn, i la successió d'aquests inversos, (bn), és l'invers de (an) esperat.
Cada una d'aquestes successions pot ésser escrita alternativament com a sèries de forma descrita anteriorment. Per exemple, en el cas del 3-àdics, la successió (2, 8, 8, 35, 35, ...) pot ésser escrita com a 2 + 2*3 + 0*3² + 1*33 + 0*34 + ... Les sumes parcials d'aquesta darrera sèrie són els elements de la successió donada.
L'anell dels enters p-àdics no té divisors de zero, per tant podem prendre el cos de fraccions per tal d'obtenir el cos 
{\displaystyle \mathbb {Q} }p dels nombres p-àdics. Notem que en aquest cos de fraccions, cada nombre pot ésser escrit de forma única com a p−nu amb un nombre natural n i un enter p-àdic u.

## Propietats
El conjunt dels nombres p-àdics és no numerable.
Els nombres p-àdics contenen els nombres racionals {\displaystyle \mathbb {Q} } i formen un cos de característica 0. Aquest cos no admet un ordre.
La topologia de conjunt dels enters p-àdics és la del conjunt de Cantor; la topologia del conjunt de nombres p-àdics és la del conjunt de Canor menys un punt (que naturalment seria anomenat infinit). En particular, l'espai dels enters p-àdics és compacte mentre que el dels nombres p-àdics només localment compacte. Com a espais mètrics, tant els enters p-àdics com els nombres p-àdics són complets.
Els nombres reals tenen una sola extensió algebraica pròpia, els nombres complexos; en altres paraules, aquesta extensió quadràtica és ja algebraicament tancada. Per contra, la clausura algebraica dels nombres p-àdics té grau infinit. Encara més, {\displaystyle \mathbb {Q} }p té un nombre infinit d'extensions algebraiques no equivalents. Un altre cop en comparació amb els nombres reals, la clausura algebraica de {\displaystyle \mathbb {Q} }p no és mètricament completa. La seva compleció (mètrica) s'anomena Ωp. Aquí s'assoleix un final, puix que Ωp és algebraicament tancat.
El cos Ωp és isomorf al cos {\displaystyle \mathbb {C} } dels nombres complexos, per tant podem veure Ωp com els nombres complexos dotat d'una mètrica exòtica. És important de destacar que l'existència de tal isomorfisme de cossos depèn de l'axioma de l'elecció i que tal isomorfisme no es pot donar explícitament.
Els nombres p-àdics contenen les n-èsim cos ciclotòmic si i només si n divideix p − 1. Per exemple, el n-èsim cos ciclotòmic és un subanell de {\displaystyle \mathbb {Q} }13 sii n = 1, 2, 3, 4, 6, or 12.
El nombre e, definit com a la suma infinita
{\displaystyle e=\sum _{n=0}^{\infty }{1 \over n!}}
no pertany a cap cos de nombres p-àdics. Tanmateix, ep és un nombre p-àdic per a tot p llevat de 2, pel qual hom ha de prendre com a mínim la quarta potència. Per tant, e és un nombre algebraic sobre els nombres p-àdics per a tota p.
Sobre els reals, les úniques funcions amb derivada derivada nul·la són les constants. Això, sobre {\displaystyle \mathbb {Q} }p no és pas cert. Per exemple, la funció
f: {\displaystyle \mathbb {Q} }p → {\displaystyle \mathbb {Q} }p, f(x) = (1/|x|p)² per x ≠ 0, f(0) = 0,
té derivada zero a tot arreu, però no és ni localment constant a 0.
Donat qualssevol elements r∞, r₂, r₃, r₅, r₇, ... on rp pertany a {\displaystyle \mathbb {Q} }p (i {\displaystyle \mathbb {Q} }∞ val per a {\displaystyle \mathbb {R} }), és possible trobar una successió (xn) en {\displaystyle \mathbb {Q} } tal que per a tota p (incloent ∞), el límit d'xn en {\displaystyle \mathbb {Q} }p és rp.

## Generalitzacions i conceptes relacionats
Els nombres reals i els nombres p-àdics són complecions dels racionals; també és possible completar de forma anàloga altres cossos, com per exemple els cossos de nombres algebraics generals.
Suposem que D és un domini de Dedekind i que E és el seu cos de fraccions. Els ideals primers no nuls de D s'anomenen també llocs finits o primers finits de E. Si x és un element de E diferent de zero, aleshores xD és un ideal fraccional i pot ser factorizat de forma única com a producte de potències positives i negatives de primers d'E. Si P és un tal lloc finit, escrivim ordP(x) per l'exponent de P en aquesta factorització, i definim
{\displaystyle |x|_{P}=(NP)^{-\operatorname {ord} _{P}(x)}}
on NP denota la cardinalitat (finita) de D/P. Completant respecte a aquesta norma |.|P obtenim aleshores un cos EP, la generalització pròpia del cos de nombres p-àdics en aquest punt.
Hom necessita sovint tenir alhora informació sobre totes les complecions anteriorment esmentades, les quals donen una informació "local". Això es resol amb els grups d'adeles i d'ideles.